# Dubbelögad bastborre
Dubbelögad bastborre (Polygraphus poligraphus) är en skalbagge i familjen barkborrar.
Den är 2–2,8 millimeter lång, svart med bruna av ljusa hårfjäll beklädda täckvingar, gula antenner och ben samt tudelade ögon. Dess larver lever i barken av främst gran, där de bildar ett stjärnformigt gångsystem. Den dubbelögade bastborren förekommer i hela Sverige men orsakar i allmänhet lite skada på skogsbestånd, då i första hand sjuka eller svaga träd angrips.